# Модрина японська (4 дерева)
«Модрина японська (4 дерева)» — ботанічна пам'ятка природи місцевого значення в Україні. Пам'ятка природи розташована на території Тернопільського району Тернопільської області, с. Коршемки (приєднано до с. Діброва), Збаразьке лісництво, кв. 80 в. 16, лісове урочище «Луб'янки».
Площа — 0,04 га, статус отриманий у 1994 році.